# ジョルジュ・アウベルト・メンドンサ・パウリーノ
ジョルジュ・アウベルト・メンドンサ・パウリーノ（Jorge Alberto Mendonça Paulino、1938年9月19日 - ）は、アンゴラ・ルアンダ出身の元サッカー選手。ポジションはFW。
ラ・リーガにおけるアンゴラ人の歴代最多出場、得点記録を保持している。

## クラブ経歴
ポルトガル領時代のルアンダに生まれ、1958年にSCブラガにてキャリアをスタートさせた。1958年5月にデポルティーボ・ラ・コルーニャへと移籍すると、シーズン終了後にアトレティコ・マドリードへと引き抜かれた。同年9月15日、レアル・オビエドとのリーグ戦で早速デビューすると、チームの2点目となるゴールを挙げて2-0での勝利に貢献した。3日後のUEFAチャンピオンズカップ予選ドラムコンドラFCでは、再び得点を決めた。
9シーズン在籍したアトレティコ・マドリードでは、リーグ戦25試合以上に出場するシーズンは無かったが、それでもそのうち2シーズンは二桁得点を記録するなどの活躍を見せた。1961-62シーズンにはUEFAカップウィナーズカップの決勝に進出し、ACFフィオレンティーナと対戦したが、第1戦を引き分けで終えたために行われた再試合では3-0での勝利に繋がるチームの3点目を決めてタイトル獲得を果たした。1967年にアトレティコを退団すると、2シーズンをFCバルセロナで、現役ラストシーズンをRCDマヨルカでプレーして選手生活を終えた。

## タイトル

### クラブ
アトレティコ・マドリード
- ラ・リーガ : 1回 (1965-66)
- コパ・デル・ヘネラリシモ : 3回 (1959-60, 1960-61, 1964-65)
- UEFAカップウィナーズカップ : 1回 (1961-62)

FCバルセロナ
- コパ・デル・ヘネラリシモ : 1回 (1967-68)